# Rhénée
Rhénée (en grec ancien : Ῥήνεια / Rhḗneia) ou Rínia (en grec moderne : Ρήνεια / Rínia, aussi officiellement appelée Délos jusqu'en 1940) est une île grecque de la mer Égée, située dans l'archipel des Cyclades immédiatement à l'ouest de l'île de Délos, à 9 km au sud-ouest de l'île de Mykonos, dont elle dépend administrativement, et à 140 km au sud-est d'Athènes.

## Géographie
Rínia est orientée globalement nord-sud sur une longueur de 8 km. Elle se compose de deux parties reliées entre elles par un isthme de 1,2 km de long pour 70 m de largeur à son point le plus étroit. L'île a une superficie totale de 13,8 km2 et son point culminant, situé dans la partie nord, atteint 136 m.

## Population
Lors du recensement de 1971, l'île comptait 24 habitants. Elle n'a plus d'habitant permanent depuis au moins 1991.

## Antiquité
Dans l'Antiquité, la majeure partie de l'île de Rhénée était consacrée à l'Apollon délien après sa conquête par Polycrate de Samos au VIe siècle av. J.-C. mais abritait cependant une petite cité indépendante dans sa partie nord-ouest.
Le sanctuaire louait des domaines agricoles à des exploitants, ce qui lui assurait un revenu. Il semble qu'il existait un habitat permanent, même si la question fait débat.
L'île servait aussi de nécropole aux habitants de l'île de Délos, puisqu'il était interdit de naître et de mourir sur cette île consacrée au dieu Apollon.